# Vapenlagen
Vapenlagen är en svensk lag som gäller för skjutvapen och vissa andra typer av vapen. I lagen föreskrives bland annat om tillståndsplikt för sådana vapen. Lagen går alltså ut på att bara personer med ett särskilt tillstånd får inneha ett vapen.
Mer detaljerade regleringar finns i Vapenförordningen.